# Charles Adolphe Wurtz
Adolphe Würtz (26 de noviembre de 1817 - 10 de mayo de 1884) fue un químico francés. Profesor de Química en la Escuela de Medicina de París y posteriormente catedrático de Química Orgánica en la Universidad de la Sorbona en París. En sus investigaciones químicas se especializó en las reacciones de hidrocarburos, dando lugar a la reacción que lleva su nombre: Reacción de Wurtz.

## Biografía
Adolphe Wurtz (nunca usó el nombre de "Charles") nació en Estrasburgo, donde su padre, Jean Jacques Wurtz, era pastor luterano en la cercana ciudad de Wolfisheim. Su madre, Sophie Kreiss, era una mujer culta de la que heredó muchas de sus cualidades, como un estado de ánimo alegre y benevolente. Cuando salió del  gimnasium de Estrasburgo en 1834, su padre le permitió estudiar medicina como segunda mejor opción sobre la teología. 
Se dedicó especialmente a la parte química de su profesión, con tal éxito que en 1839 fue nombrado Jefe de trabajos químicos en la facultad de medicina de Estrasburgo. Para el semestre de verano de 1842 estudió con Justus von Liebig en la Universidad de Giessen. Después de graduarse en Estrasburgo como médico en 1843, con una tesis sobre la albúmina y la fibrina, se fue a París, donde trabajó en el laboratorio privado de Jean Baptiste Dumas. En 1845, se convirtió en asistente de Dumas en la Escuela de Medicina, y cuatro años más tarde comenzó a dar conferencias sobre química orgánica en su lugar. 
Como no había ningún laboratorio a su disposición en la Ecole de Médecine, abrió uno privado en 1850 en la calle Garanciere; pero tres años más tarde el edificio fue vendido, y el laboratorio tuvo que ser abandonado. En 1850, recibió la cátedra de química en el nuevo Instituto Nacional Agronómico de París-Grignon en Versalles, pero el Instituto fue cerrado en 1852. Al año siguiente, la cátedra de "Farmacia y Química Orgánica" de la Facultad de Medicina quedó vacante por la renuncia de Dumas, así como la de "Química Médica" por la muerte de Mateo Orfila. Ambas cátedras fueron fusionadas, siendo Wurtz designado para el nuevo cargo de "Química orgánica y mineral" (al mismo tiempo, una nueva cátedra dedicada exclusivamente a la farmacia fue otorgada a Eugene Soubeiran).
Su laboratorio dio la bienvenida a 155 estudiantes en treinta años, la mayoría de ellos extranjeros. Convertido en uno de los más firmes defensores del atomismo científico, había ganado fama internacional y fue elegido Miembro Extranjero de la Royal Society el 9 de junio de 1864. Desde agosto de 1864 hasta abril de 1865, recibió al joven químico ruso Aleksandr Mijáilovich Záitsev que trabajó en las reacciones de los ácidos de derivados carboxílicos.
En 1866, Wurtz desempeñó las funciones de decano de la Facultad de Medicina. Desde esta posición, se esforzó en asegurar el reordenamiento y la reconstrucción de los edificios dedicados a la enseñanza científica, haciendo notar que en la prestación de los laboratorios docentes debidamente equipados, Francia estaba muy por detrás de Alemania. Durante su decanato, potenció la admisión de las mujeres (como Madeleine Brès o Mary Putnam) en los cursos de educación superior y en los exámenes de la Facultad de Medicina.
En 1875, renunció al cargo de decano, pero conservando el título de decano honorario, se convirtió en el primer ocupante de una nueva cátedra de química orgánica en la Sorbona, que el gobierno había establecido debido a su influencia. Sin embargo, tuvo grandes dificultades en la obtención de un laboratorio adecuado. Los edificios de la nueva Sorbona dotados de laboratorios científicos modernos no se terminaron hasta 1894, diez años después de su muerte.
Wurtz era miembro honorario de casi todas las sociedades científicas de Europa. Fue el fundador principal de la Societe Chimique de Francia (1858), fue su primer secretario y tres veces sirvió como su presidente. En 1880, fue vicepresidente y en 1881 presidente de la Academia de Ciencias francesa, donde ingresó en 1867 sucediendo a Théophile-Jules Pelouze.
Murió en París en 1884, probablemente de complicaciones debidas a la diabetes, y fue enterrado en el cementerio del Père Lachaise

## Trabajo científico y académico
Influenciado por figuras tan destacadas como Liebig y Dumas, a partir de 1856 Wurtz se convirtió en un poderoso defensor de una reforma en la teoría química después de ser dirigido por  Charles Gerhardt y  Alexander Williamson. Esta nueva química de la década de 1850 llevó a una idea rigurosa de los átomos químicos, adoptó los pesos atómicos de los elementos que se asemejan fuertemente los modernos, y propuso un plan esquemático unitario que se opuso a la teoría dualista derivada de la labor de Jons Jacob Berzelius. Poco después, Wurtz también adoptó la nueva teoría estructural que se estaba desarrollando en el trabajo de los químicos más jóvenes como August Kekulé. Sin embargo, una especie de positivismo escéptico era todavía influyente en Francia durante la segunda mitad del siglo XIX, y los esfuerzos de Wurtz para ganar una audiencia favorable para el atomismo y el estructuralismo en su patria quedaron en gran parte frustrados.
La primera publicación de Wurtz versaba sobre el ácido hipofosforoso (1841), y la continuación de su trabajo en los ácidos de fósforo (1845) dio como resultado el descubrimiento del ácido sulfofosfórico y oxicloruro de fósforo, así como del hidruro de cobre. Pero su trabajo original estuvo centrado sobre todo en el dominio de la química orgánica. Su investigación sobre los éteres de cianuro (1848), descubrió una clase de sustancias que abrieron un nuevo campo en la química orgánica. Mediante el tratamiento de los éteres con potasa caústica obtuvo metilamina, el derivado orgánico más simple del amoníaco (1849), y más tarde los compuestos de urea (1851). 
En 1855, la revisión de las diversas sustancias que habían sido obtenidas de la glicerina, le llevó a la conclusión de que la glicerina es un cuerpo de naturaleza alcohólica relacionada con tres moléculas de agua, como el alcohol común lo es con una, lo que le llevó a su vez al descubrimiento de los glicoles o alcoholes diatónicos, sustancias igualmente relacionados con dos moléculas de agua (1856). Este descubrimiento le fue muy útil en las investigaciones sobre el óxido de etileno y los alcoholes de polietileno. La oxidación de los glicoles le llevó a homólogos del ácido láctico, y una controversia acerca de la constitución de esta última sustancia con Adolph Wilhelm Hermann Kolbe resultó en el descubrimiento de muchos nuevos hechos y en una mejor comprensión de las relaciones entre el oxígeno y los amidoácidos. En 1855, publicó el trabajo de lo que hoy se conoce como la Reacción de Wurtz.
En 1867 Wurtz sintetizó la neurina por la acción de la trimetilamina en glicol-clorhidrina. En 1872 descubrió la reacción aldólica y caracterizó el producto como portador de las propiedades tanto de un alcohol y como de un aldehído. Aleksandr Borodín descubrió la reacción de forma independiente en el mismo año. El producto fue nombrado aldol, señalando su doble carácter. Este descubrimiento le llevó a una segunda confrontación con Kolbe.
Además de esta lista de algunas de las nuevas sustancias que preparó, se puede hacer referencia a su trabajo en densidades de vapor anormales. Se dio cuenta de que mientras se trabaja en las olefinas tiene lugar un cambio en la densidad del vapor de clorhidrato de amileno, de bromhidrato y de otras sustancias, a medida que aumenta la temperatura, y en el paso gradual a partir de un gas de densidad aproximadamente normal a uno con la mitad de la densidad normal, vio un poderoso argumento a favor de la opinión de que las densidades de vapor anormales, como las que exhiben la sal-amoniacal o el pentacloruro de fósforo, deben ser explicadas por la disociación. Desde 1865 en adelante se trató esta cuestión en varios artículos, y en particular mantuvo esta hipótesis acerca de la disociación del vapor del hidrato de cloro, en oposición a Henri Étienne Sainte-Claire Deville y a Marcelin Berthelot.
Durante veinte y un años (1852-1872) Wurtz publicó en los abstracts (Annales de Chimie et de physique) el trabajo químico realizado fuera de Francia. La publicación de su gran Dictionnaire de chimie pura et appliquée, en el que fue asistido por muchos otros químicos franceses, se inició en 1869 y terminó en 1878; dos volúmenes suplementarios se emitieron 1880-1886, y en 1892 se inició la publicación de un segundo suplemento. Entre sus libros están Chimie médicale (1864), Leçons élémentaires de chimie moderne (1867), Théorie des atomes dans la concepción générale du monde (1874), La Théorie atomique(1878), Progrés de l'industrie des matières colorantes artificielles (1876) y Traité de chimie biologique(1880 a 1885). En su Histoire des doctrinas chimiques, el discurso de introducción a su Dictionnaire (también publicado por separado en 1869), se abre con la frase:

"La química es una ciencia francesa"

A pesar de que levantó una tormenta de protestas en Alemania, la sentencia es menos nacionalista de lo que parece; y tenía la intención de referirse sólo al nacimiento de la química bajo el gran Antoine Laurent Lavoisier, en lugar de afirmar la propiedad nacional francesa exclusiva de esta ciencia.

## Reconocimientos
- Medalla Copley en 1881.

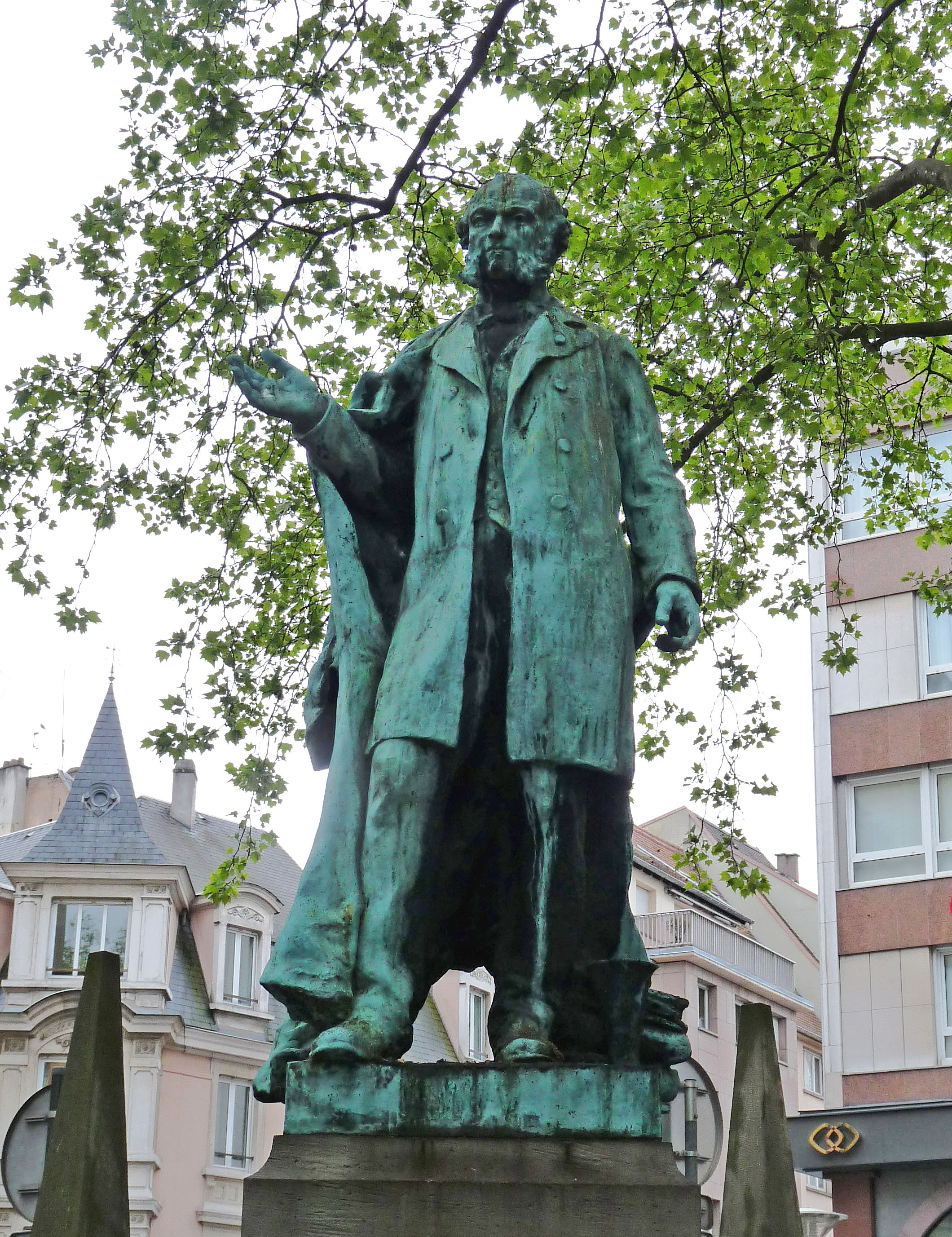
Estatua en Estrasburgo

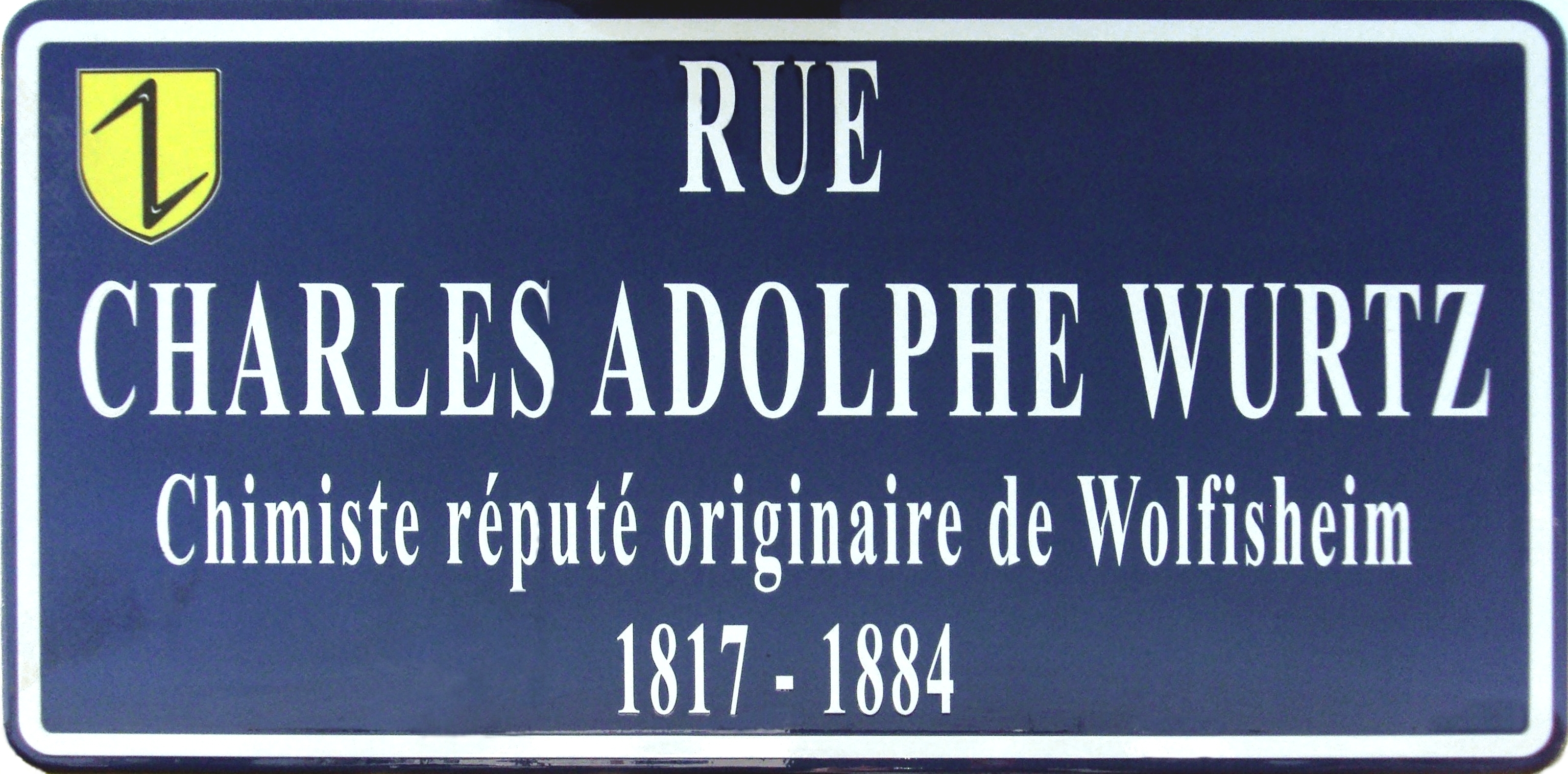
Placa de la calle con su nombre en Wolfisheim

- En 1881, fue elegido senador vitalicio.
- Es uno de los 72 científicos cuyo nombre figura inscrito en la Torre Eiffel.